# Imprimante
Une imprimante est un appareil, permettant d'obtenir un document sur papier à partir d'un modèle informatique du document. Par exemple, un texte écrit via un logiciel de traitement de texte sur ordinateur pourra être imprimé pour en obtenir une version papier (c'est un changement du support d'information).
Les imprimantes ont été conçues dès l’apparition des premiers ordinateurs, pour permettre la consultation et la conservation sur support papier des résultats produits par les programmes informatiques. En effet, à l’époque des premiers calculateurs, les écrans n’existaient pas encore et les méthodes de stockage de l’information étaient très rudimentaires et très coûteuses.
Avec le temps, les imprimantes ont énormément évolué dans leur méthode d’impression et de traction du papier, mais également dans leur qualité d’impression, leur encombrement et leur coût.
L’informatisation massive des entreprises, les projets de « dématérialisation », et les économies escomptées par le « zéro papier » n’ont pas supprimé les imprimantes et l’usage du papier comme support d’information.

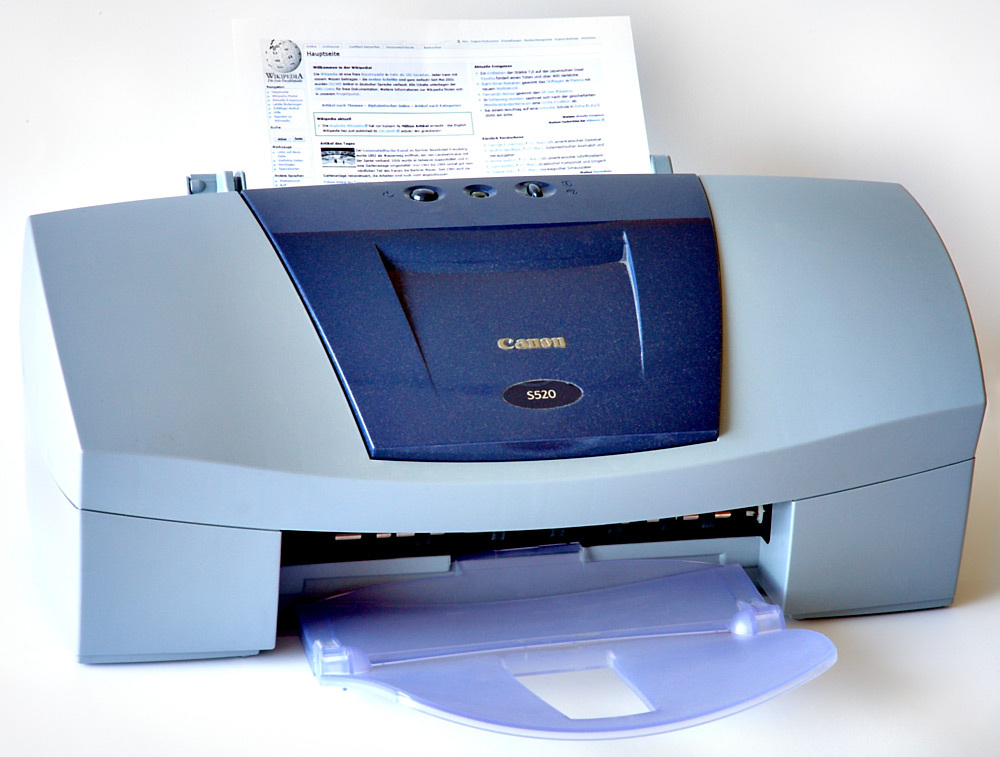
Imprimante à jet d’encre Canon.

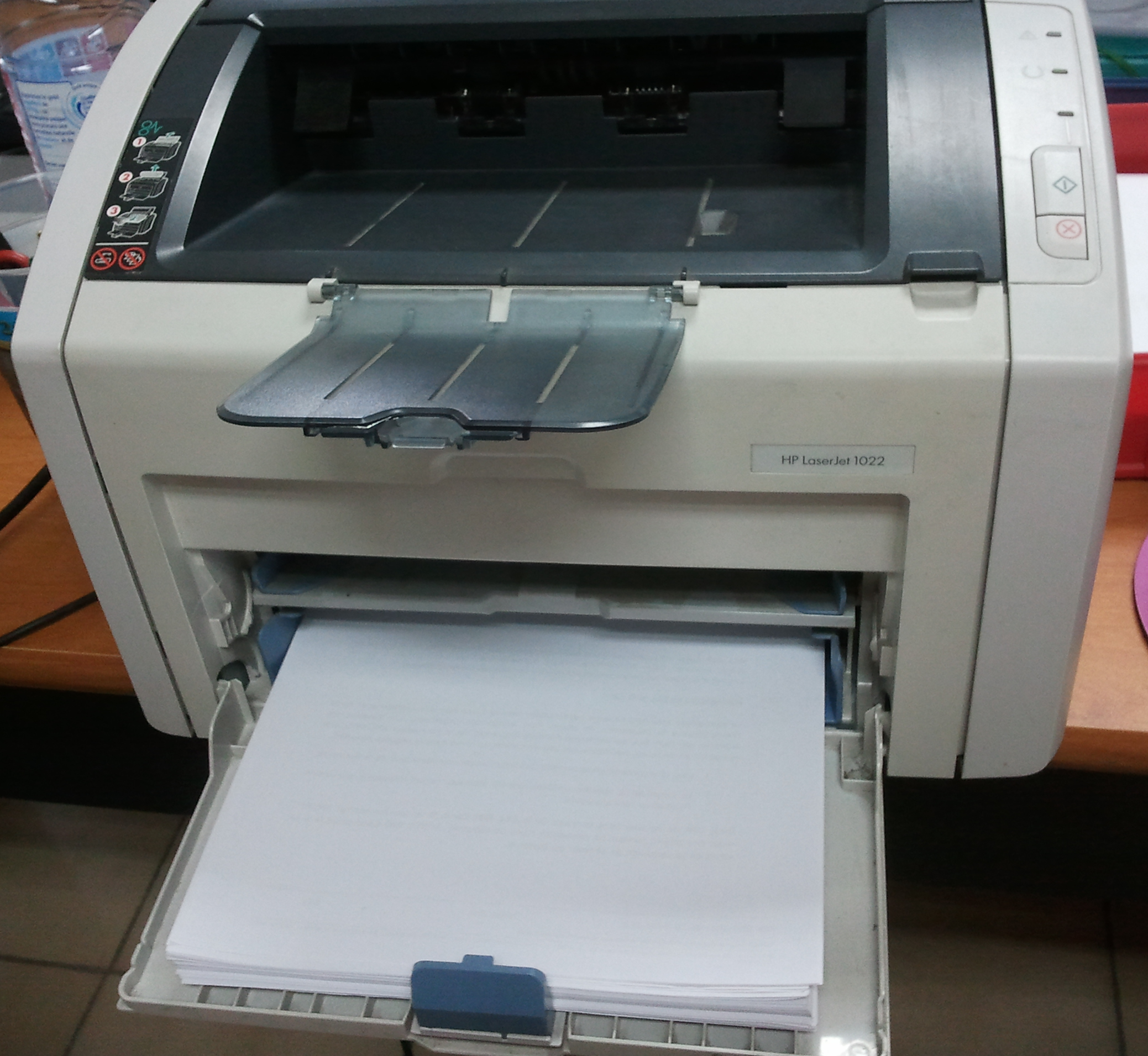
Imprimante laser HP-1022.

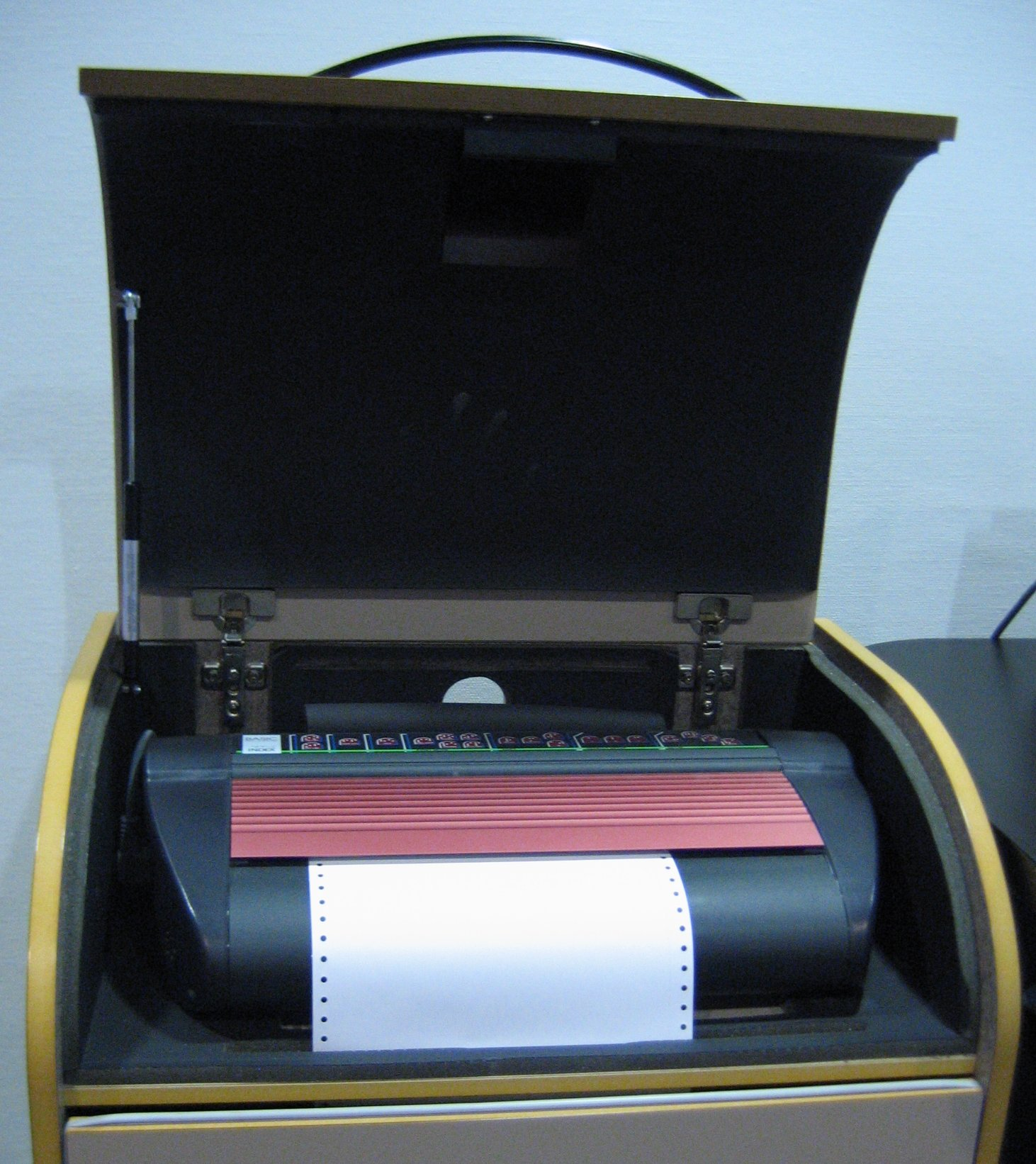
Imprimante braille.

## Histoire

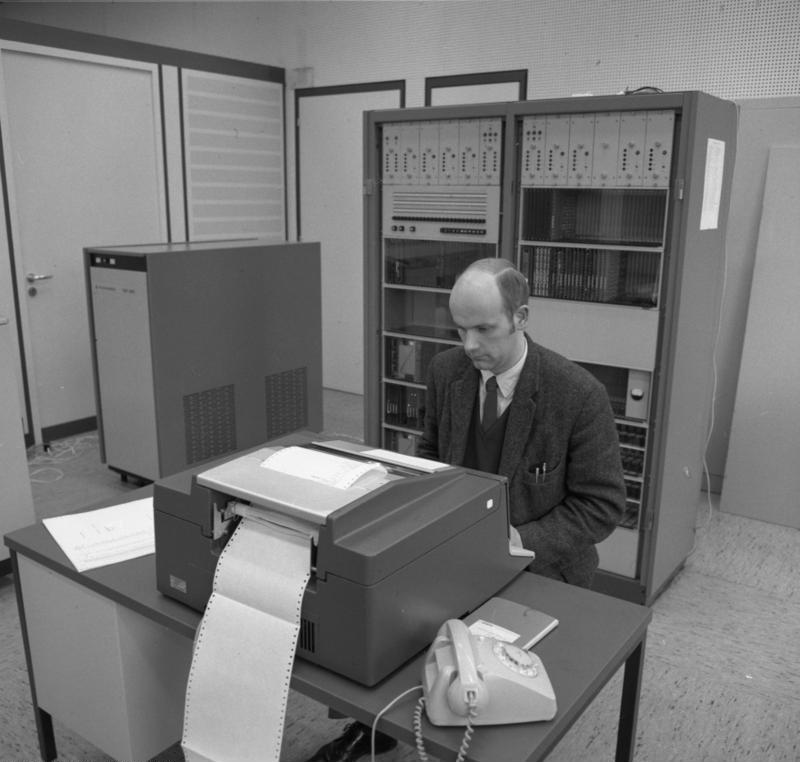
Imprimante en 1970.

Les imprimantes d'avant la mécanographie (xylographie par exemple) n'étaient pas automatisées et chaque page devait être préparée manuellement, avant d'imprimer à la chaine ce qu'on a spécialement préparé.
Dans le monde de la mécanographie qui a précédé l’informatique, la fonction d’impression était assurée par l’imprimante incluse dans la tabulatrice. Les premières imprimantes sont inventées par Powers en 1914, et par Hollerith en 1921. Il s’agissait d’imprimantes impact à barres porte-caractères permettant d’imprimer au départ uniquement des chiffres. L’introduction d’imprimantes à roues, à tambour ou à chaîne va permettre d’accroître la vitesse d’impression (150 lignes par minute pour l’AN7 de CMB, record qui tient de 1934 à 1951) et surtout d’imprimer des caractères alphanumériques (uniquement des majuscules) à partir de 1931.
La synchronisation correcte entre l’imprimante et l’avancement du papier est assurée à partir de 1933 par les « bandes Caroll », bandes perforées situées de part et d'autre de la liasse d'impression, entraînées par des roues à picots.
Dans les années 1950 et 1960, les ancêtres des imprimantes étaient appelées en français des « tireuses ».
L'impression en couleur apparaît dans les années 1960.
Ce n’est qu’avec l’émergence de l’informatique au début des années 1970 que les imprimantes deviennent des machines périphériques autonomes découplées de la fonction tabulatrice. En 1971, Xerox, un laboratoire, invente l’imprimante laser.

## Caractéristiques

### Caractéristiques générales
- La vitesse d’impression : le nombre de pages imprimées par minute ; pour les imprimantes couleur, peut varier selon que l’impression se fasse en noir et blanc ou en couleur.

- La résolution : la précision de l’impression ; la précision est mesurée en points par pouce (ppp) ou dpi pour dot per inch en anglais) ; pour les imprimantes couleur, la résolution peut varier selon que l’impression se fasse en noir et blanc ou en couleur.

- La mémoire de l’imprimante : elle mesure la quantité d’information en attente d’impression que l’imprimante peut conserver dans sa mémoire.

- Les consommables :
  - les produits d'impression : comme les cartouches ;
  - le papier conditionné par :
    - le format de papier : la taille maximale des feuilles que l’imprimante peut accepter ;
    - le type d’alimentation du papier vierge : les deux principaux types d’alimentation sont :
      - l’alimentation par bac ou tiroir qui utilise un stockage interne d’un grand nombre de feuilles de papier,
      - l’alimentation par plateau qui utilise un stockage externe d’une petite quantité de feuilles (de 50 à 100) ;

- L’interface : liaison série, port parallèle, USB, Wi-Fi, ethernet/IPv4, ethernet/IPv6[4].

- D’autres caractéristiques physiques : la dimension, le poids, le niveau sonore peuvent aussi être importants dans certains cas et même le temps de préchauffage avant le début de l’impression.

### Imposition
L'imposition, terme désigne la manière dont les pages composées sont placées sur le papier.

#### Recto seul
La désignation « mode simplex » est parfois utilisé pour le fait d'imprimer sur une seule face.

#### Recto-verso
Le mode recto-verso, appelé aussi mode duplex, permet d’imprimer sur les deux côtés d’une feuille. Il existe le mode recto-verso manuel et le mode recto-verso automatique. Le mode manuel consiste à repositionner le papier de la manière indiquée pour imprimer sur le second côté. Le mode automatique n’a besoin d’aucune manipulation mais dépend des capacités de l’imprimante, il n’est donc pas valable sur toutes les imprimantes. Il existe également les dénominations Tumble et NoTumble, elles correspondent respectivement, à imprimer en recto-verso de manière à obtenir une lecture en tournant les pages comme un bloc-notes, et comme un livre normal.

#### Mode livret
Il permet d’imprimer en recto-verso et de manière que chaque côté d’une feuille contienne deux pages

### Méthodes de traction du support

#### Feuille à feuille

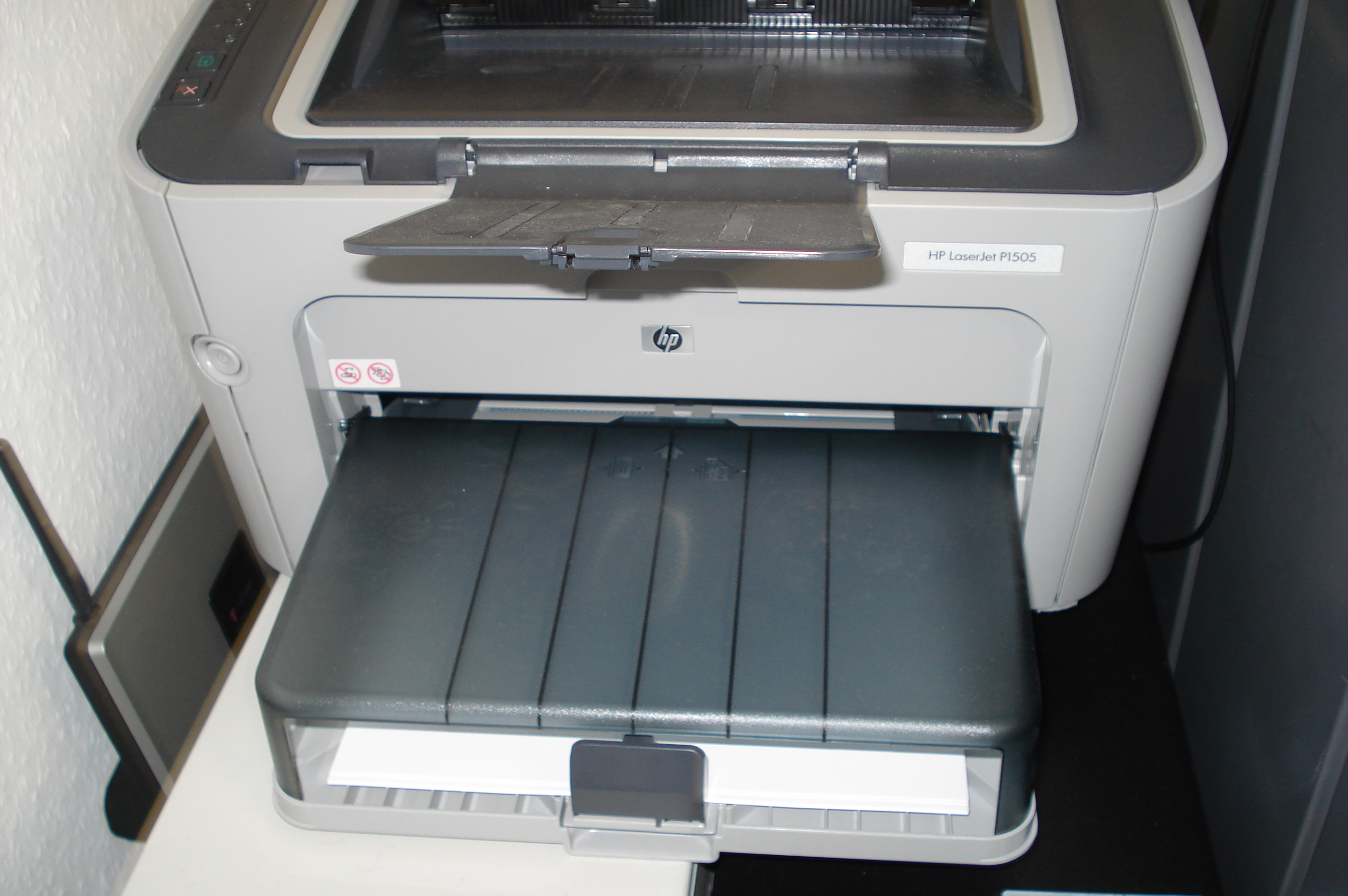
Imprimante laser feuille à feuille.

Depuis l’apparition des premières imprimantes à laser, le papier à bandes Caroll a petit à petit disparu : la traction du papier se fait dorénavant par des rouleaux qui enserrent et guident le papier tout au long de son chemin dans l’imprimante. Néanmoins, si cette méthode permet l’utilisation de papier normal, elle ne garantit pas toujours un cadrage parfait du papier, et est davantage sujette aux bourrages.

#### Bobine
Une part des imprimantes industrielles n'utilisent pas le feuille à feuille mais le mode continu. Ce sont des bobines de papier, qui se présentent comme de gros rouleaux, qui alimentent ces machines. Ce mode est plus rapide et plus sûr que le feuille à feuille. Comme il provoque une gâche importante en début et en fin d'impression et qu'il exige un massicotage en sortie, ce mode convient à de grosses productions avec beaucoup de tirages (comme les journaux, magazines, supports publicitaires, emballages et étiquettes, livres, cahiers, carnets, agendas) et sur différents supports plats (papier, carton fin, films plastiques, etc.). Il ne convient pas pour les supports non flexibles (comme le carton ondulé ou les emballages plastiques, qui seront plutôt imprimés ou sérigraphiés par transfert).

## Techniques d'impression
Les imprimantes peuvent être classées en deux catégories distinctes selon qu’elles utilisent une frappe mécanique (imprimante impact) ou non (imprimante non-impact ou NIP).

### Imprimante à impact
Les imprimantes à impact marchent en « tamponnant » le papier avec le caractère et un ruban encreur, comme une machine à écrire.
Cette technique permet d’imprimer sur des liasses carbonées permettant d’avoir un double immédiat du document. Elle reste donc utilisée à cette fin dans certaines entreprises, particulièrement celles du transport.

#### Imprimante à marteaux ou imprimante à chaîne
Utilisé surtout sur les gros ordinateurs centraux, leur mécanisme d’impression consistait en une chaîne sur laquelle étaient fixés tous les caractères imprimables. Cette chaîne, entraînée par deux axes - telle une chaîne de vélo - était constamment en mouvement rapide au-dessus de la ligne à imprimer. Le long du parcours de la chaîne étaient disposés des marteaux (autant que de caractères par ligne — par exemple 132). Au passage du caractère à imprimer, le marteau de la colonne concernée le frappait pour l’imprimer sur la page. Ce système d’impression était assez rapide (il existait d’ailleurs des imprimantes qui contenaient toute une série de chaînes les unes au-dessous des autres, ce qui permettait d’imprimer une page entière d’un seul coup). Mais le jeu de caractères était limité, et il n’était pas question de changer de police rapidement, ou d’imprimer des graphiques. Par ailleurs ces imprimantes étaient extrêmement bruyantes (elles existent encore à l’heure actuelle par exemple pour les remises de chèques).

#### Imprimante à aiguilles ou imprimante matricielle
Sur les imprimantes à aiguilles, la tête d’impression est constituée d’une série d’aiguilles, alignées verticalement de façon à couvrir la hauteur d’une ligne de texte et propulsée par des électroaimants. Le nombre d’aiguilles peut varier d’une imprimante à l’autre (de 9 à 32 en général, 9 et 24 étant les valeurs les plus courantes), la qualité d’impression est proportionnelle au nombre d’aiguilles. Cette tête se déplace le long de la ligne à imprimer.
L’encre est fournie par un ruban encreur, similaire aux rubans de machines à écrire (tissu imprégné d’encre), qui circule en boucle entre la tête d’impression et la feuille de papier. Chaque aiguille permet d’imprimer un minuscule point sur la feuille ; chaque caractère est donc constitué de multiples points.

Un modèle répandu d'imprimante matricielle : la Star LC-10
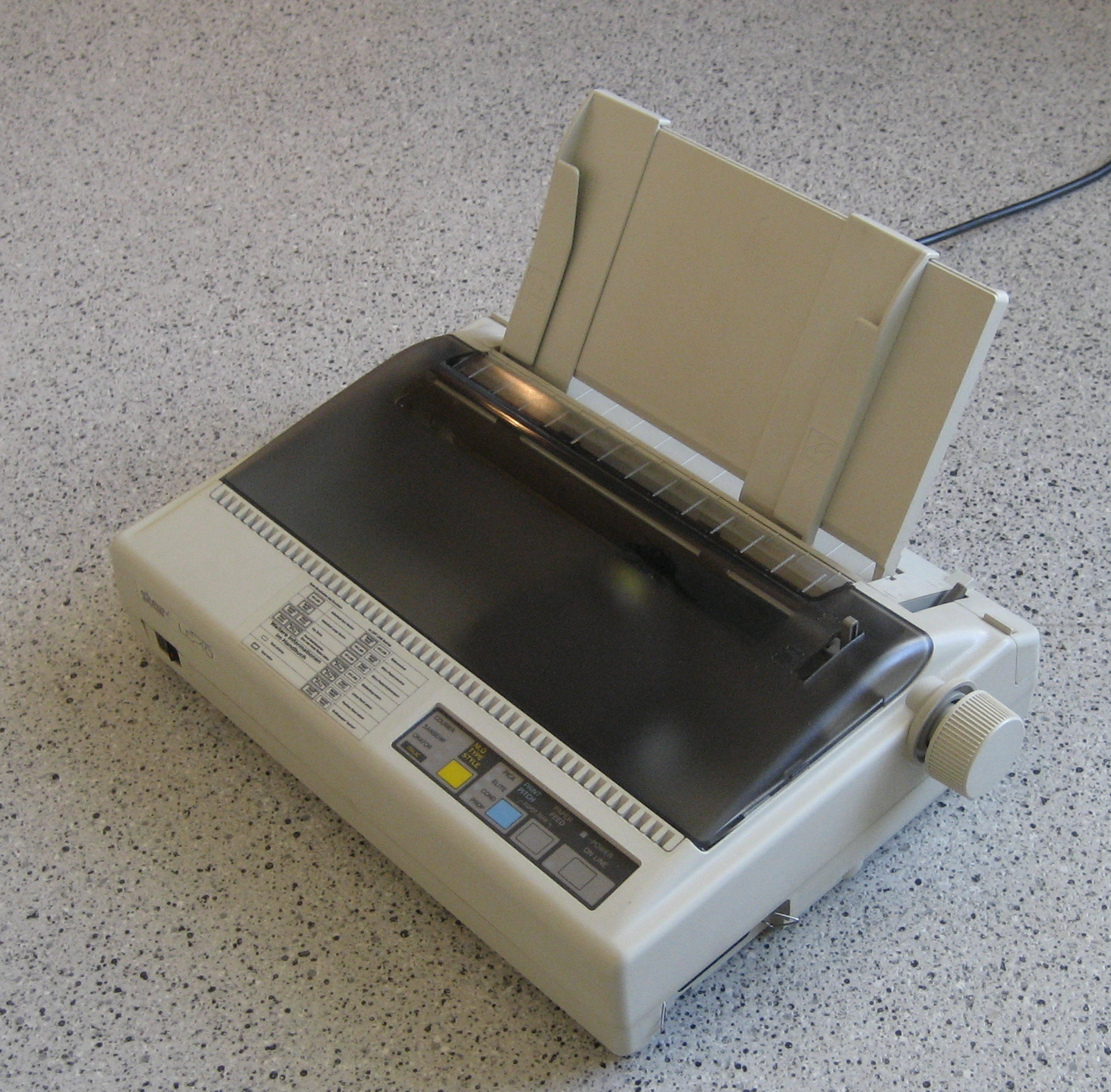
L'imprimante dans son intégralité avec le capot fermé.
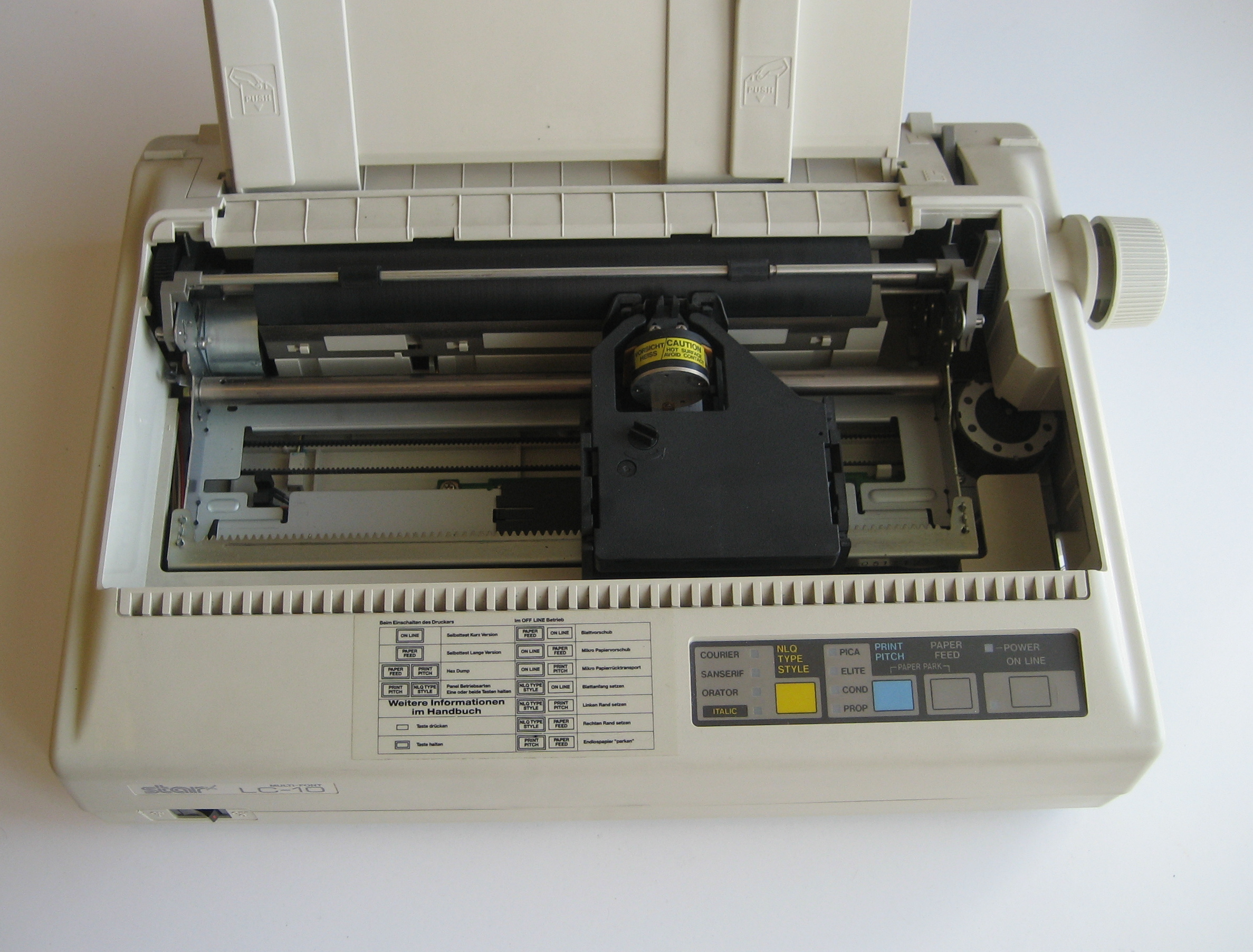
Vue de dessus avec le capot ouvert permet de voir les rouleaux et le ruban.

#### Imprimante à sphère, à roue ou imprimante à marguerite (obsolète dès 1988)
À l'origine, IBM (International Business Machines Corporation) crée pour ses machines à écrire une solution avec une sphère comportant un seul jeu de caractères, qui nécessitait le changement de sphère pour changer de police. Cette solution a aussi été utilisée quelques années sur ses imprimantes.
Inspirée des machines à écrire, la tête d’impression dite à marguerite est constituée d’une rosace de pétales, à la périphérie desquelles sont fixés les différents caractères imprimables, tels les pétales d’une marguerite… Cette rosace tourne sur un axe motorisé. Le système se déplace le long de la ligne à imprimer.
Pour chaque caractère à imprimer, la rosace effectue une rotation pour présenter le caractère demandé devant un marteau, lequel frappe le caractère sur la page, au travers d’un ruban encreur. Ce système est assez lent et ne présente qu’un jeu de caractères restreint. Il est cependant possible de changer la police en changeant la marguerite.

#### Imprimante à tulipe (obsolète)
Dérivée de l’imprimante à marguerite, l’imprimante à tulipe utilise une roue dont les « pétales » sont pliés à 90°. Il s’ensuit une plus grande compacité de l’ensemble et la possibilité de mettre deux caractères au bout de chaque pétale (un seul sur une marguerite), le passage de l’un à l’autre des caractères d’un même pétale se faisant par montée et descente de la tête d’impression. Comparativement à la marguerite, l’impression avec une tulipe est plus rapide et le nombre de caractères par roue est plus important. Comme pour la marguerite, il est possible de remplacer la tulipe en cas de casse ou simplement pour changer de type de caractère.
Ce système marque la fin de l’évolution des imprimantes à impact qui seront supplantées à partir des années 1990 par l’arrivée des imprimantes sans impact.

### Imprimante sans impact

#### Imprimante thermique directe
Ce mode d’impression nécessite un papier sensible à la chaleur. Le texte et les graphiques sont transférés sur le papier qui se déplace devant une rangée (la largeur du papier) de minuscules résistances électriques chauffantes. Ce procédé présente plusieurs inconvénients :
- la nécessité d’utiliser un papier spécifique et assez coûteux ;
- une mauvaise conservation. Exposé à la chaleur (par exemple : le soleil derrière une vitre), le papier noircit de même qu’il reste sensible à la rayure, mais même à l’abri de la chaleur après plusieurs mois le papier jaunit et les impressions disparaissent.

A contrario, le fait de ne pas utiliser de réservoir d’encre ou de film d’encrage fait que le système est simple à mettre en œuvre (la seule maintenance nécessaire étant le remplacement des rouleaux de papier vides). Ce type d’impression a longtemps été très présent dans les télécopieurs mais aussi sur les distributeurs de billets, les balances des supermarchés, la billetterie informatisée, etc. Plus récemment, ce procédé a permis la création de petites imprimantes portables permettant l'impression de photos et d'étiquettes.

#### Imprimante à tête thermique
Ce mode de thermo-impression nécessite un film sensible à la chaleur. Les graphiques venant du RIP (Raster Image Processor : système transformant les données brutes en mode « raster/point ») sont transférés sur le film qui se déplace devant une rangée (la laize du film) de minuscules résistances électriques chauffantes. L’avantage de ce type de flashage thermique équivalent au flashage CTF (Computer To Film) « argentique » est d’éviter toutes les chimies et leurs éliminations.

##### Imprimante à transfert thermique
Comme pour le thermique direct, on retrouve une tête d’impression constituée d’une série de petites résistances chauffantes. Ici, ce n’est pas un papier spécial qui est utilisé mais un film d’encrage sensible à la chaleur. Au moment de l’impression l’encre passe intégralement sur le support et le ruban n’est donc utilisable qu’une seule fois (voir toutefois l’application ticket qui utilisait un ruban spécial multipasse). Le film d’impression est habituellement noir mais peut être décliné en une multitude de teintes. Il existe même des rubans bicolores (impression en rouge et noir) et une technique, désormais abandonnée, utilisait des rubans tri ou quadrichromie.
La gamme des supports imprimables est grande puisque l’on peut imprimer sur des papiers mats ou brillants, des films d’emballage, des textiles, etc.
Les diverses applications sont les suivantes :
- étiquetage – impression de textes, logos, code-barres) ;
- POP (print over packaging) – emballage. Dans ce cas, l’impression peut se faire en deux temps, un premier transfert sur un film spécial puis un deuxième sur l’objet en question (si le premier transfert se fait à plat, l’objet peut présenter un relief, la deuxième impression venant épouser les formes de celui-ci) ;
- ticket - l’impression de tickets d’embarquement (ferroviaire, aérien) utilisait des cassettes à ruban transfert thermique dit multi-passe avec lesquelles il était possible d’imprimer jusqu’à six ou sept fois au même endroit, abaissant de ce fait le coût de l’impression mais ce au détriment de la qualité (critère moins important pour ce type d’usage) ;
- fax – certains télécopieurs utilisent une impression de type transfert thermique ce qui permet l’obtention de documents pouvant être archivés (ce qui n’est pas le cas avec le thermique direct).

À l’exception des impressions de tickets, ce type d’impression est de grande qualité, au prix d’un coût de revient assez élevé et d’une vitesse assez faible, mais dans un grand silence. Elle est réservée à des applications industrielles et n’est pas proposée au grand public à l’exception de quelques télécopieurs. Cependant la nouvelle gamme de petites imprimantes portatives d'étiquettes utilise cette technique.

#### Imprimante à jet d'encre
Les têtes d’impression des imprimantes à jet d’encre utilisent de l’encre liquide contenue dans un réservoir dite cartouche d’encre. La tête proprement dite est percée de fins canaux remplis d’encre, et un système piézo-électrique ou de chauffage électrique produit des variations de pression qui expulsent des gouttelettes sur la feuille, formant des points.
Comme avec les têtes à aiguilles, les caractères sont formés par des concentrations de points, et l’impression se fait donc ligne par ligne. Néanmoins, la finesse de ces gouttelettes est contrôlable, et la technique permet un mélange des couleurs, si bien que les imprimantes jet d’encre permettent des impressions de qualité photo.
La technique du jet d'encre est utilisée pour les particuliers comme pour les professionnels. Il existe des imprimantes grand format avec une laize (largeur d'impression) de cinq mètres. Une imprimante grand format sur bâche est utilisée pour la publicité, pour l'affichage, la décoration, les stands expositions et pour les musées.
Il existe deux types de cartouches d'encre, les cartouches avec têtes d'impression intégrées et les cartouches sans têtes d'impression (dans ce cas, les têtes d'impression sont fixées à l'imprimante). Les premières sont plus chères mais permettent de limiter les conséquences de têtes d'impression bouchées (un problème affectant parfois certaines imprimantes restées inactives plusieurs mois).

#### Imprimante à sublimation
La sublimation est le passage direct d'un corps de l'état solide à l'état gazeux sans passer par l'état liquide. Dans une imprimante à sublimation thermique, la cire pigmentée, qui remplace l'encre, est chauffée à près de 200 °C par des microrésistances réparties sur la tête d'impression, puis passe ainsi instantanément de l'état solide à l'état gazeux. Enfin, projetée sur la feuille, elle refroidit à son contact et redevient solide.
Ce procédé exploite les propriétés de transparence de la cire. Ainsi, pour imprimer un point d'une couleur donnée, l'imprimante superpose trois couches de cire de densités variables (jaune, magenta et cyan), qui ensemble composent la teinte recherchée, dans une palette de 16,7 millions de couleurs.
Avec la sublimation thermique, un point de couleur sur l'image numérique correspond à un point de couleur sur la photo imprimée. Contrairement aux impressions à jet d’encre ne dépassant pas 300 dpi, les imprimantes à sublimation thermique affichent des résolutions qui peuvent atteindre 9 600 × 2 400 ppp (points par pouce). En effet, la technique jet d’encre ne fait que reproduire par effet optique un point de la couleur recherchée alors que, dans l’impression par sublimation, un point de couleur à imprimer égale un point de couleur imprimé. L'image numérique correspond alors à une nuée de points de couleur sur la photo imprimée. Cette tricherie optique, utilisée par les imprimantes à jet d'encre ou laser, est parfois visible à l'œil nu, sous forme de trame ou de points apparents ; un défaut absent des impressions par sublimation thermique.
Par ailleurs, les photos obtenues par sublimation ne souffrent d’aucune bavure, le passage direct de la cire de l'état solide à l'état gazeux puis, inversement, du gaz au solide, permettant d'éviter ce problème. Seul inconvénient de cette technique : l'impossibilité d’obtenir un noir net, la couleur noire étant obtenue par superposition des trois couleurs en densité maximale. Ce type d'impression est donc inadapté aux impressions en noir et blanc.

#### Imprimante à transfert magnétographique
Ces imprimantes utilisent de l’encre noire magnétique. Elles impriment uniquement en noir et blanc. Les informations sont enregistrées sur un tambour magnétique (un gros cylindre métallique). Chaque point est placé magnétiquement sur le tambour grâce à des têtes d’écriture. À ce stade, il n’y a rien sur le substrat. Ensuite, l’encre à particule magnétique est attirée sur le substrat par le tambour. Le substrat passe donc à proximité du tambour et du toner. Ensuite, l’encre est fixée au substrat par un flash qui la fond à 50 °C. L’encre est définitivement fixée sur le substrat.
La caractéristique de ce système d’impression est la diversité des substrats utilisables. Ces imprimantes impriment sur du papier (couché ou non), du plastique, du carton plastifié, et elles peuvent également imprimer sur plusieurs couches de papier, sans utiliser la technique classique du carbone. Une substance chimique permet de reporter le motif d’impression sur des couches inférieures. La qualité d’impression peut monter jusqu’à 600 ppp. La vitesse peut atteindre 150 m/min.
Avec un système adapté, deux machines peuvent imprimer recto-verso, l’un à la suite de l’autre. On peut alors doubler la capacité d’impression en pages imprimées par minute (soit plus de 2 000 pages A4/min).
BULL développa ce procédé dans les années 1960 avec sa gamme d’imprimantes Matilde (6060, 6080…) et c’est Nipson qui poursuit ses avancées.

#### Imprimante laser
Sur ce système, l’encre se présente sous la forme d’une poudre extrêmement fine, le toner. Lors de l’impression, un laser dessine sur un tambour photo-sensible rotatif la page à imprimer, un dispositif électrique polarisant en fait une image magnétique. Sur ce tambour, l’encre en poudre polarisée inversement vient alors se répartir, n’adhérant qu’aux zones marquées par le laser. Une feuille vierge, passe entre le tambour et une grille elle-même chargée électriquement, est appliquée au tambour encré, récupérant l’encre. La fixation de l’encre sur la feuille se fait ensuite par chauffage et compression de la feuille encrée dans un four thermique.
Cette technique, bien que sophistiquée, permet une impression rapide (non plus ligne par ligne, mais page par page) très fine et très souple (impression de tous types de textes, de graphismes, de photos…) avec une qualité irréprochable pour le noir et blanc. Cependant, elle est peu adaptée aux niveaux de gris, et de ce fait, à l’impression en couleur. Les évolutions technologiques et des techniques du début du XXIe siècle ont permis d’adapter la couleur à ce système d’impression.
L’imprimante laser permet d’obtenir des tirages papier de qualité, à faible coût et avec une vitesse d’impression élevée. Le coût d’acquisition d’une imprimante laser est en chute libre depuis quelques années.
Cette technique d’impression est directement dérivée de celle utilisée autrefois dans les photocopieurs. À cela près qu’auparavant, c’est la lumière réfléchie par la page à dupliquer qui déchargeait le tambour.
Depuis 2000, la grande majorité des photocopieurs sont en fait des imprimantes laser surmontées d’un scanner et sont utilisés comme imprimante.
Le système employé pour charger les différents éléments d'électricité statique était avant 1992 constitué par un fil conducteur placé à un potentiel de plusieurs milliers de volts, ce système était nommé « corona » en référence à l'effet corona. Son principal inconvénient était un dégagement d'ozone au cours de l’impression. Le corona faisait réagir l’oxygène en le transformant en ozone. Les imprimantes étaient alors dotées d’un filtre piège à ozone, pas toujours remplacé, n’ayant pas d’incidence sur la qualité des impressions. Ce défaut de maintenance pouvait poser des problèmes surtout dans les locaux mal ventilés, l’ozone s’y accumulant, ce qui donnait à ces locaux leur odeur caractéristique (l'exposition prolongée à l'ozone pose également un problème sanitaire sérieux du fait de son caractère très oxydant, mais il est accru par le fait du dégagement gazeux des solvants toxiques présents dans l'encre et parfois aussi dans le papier soumis même de façon brève à des températures élevées).
À partir de 1992, le fil corona a été remplacé par un rouleau souple et conducteur nommé rouleau de transfert, directement en contact avec le papier. Dès lors il n'y a plus de production d'ozone significative, le filtre à ozone n'est plus requis.

#### Imprimantes laser couleur
On distingue deux techniques pour les imprimantes laser en couleurs : « carrousel » (quatre passages) ou « tandem » (monopasse) :
- carrousel : avec la technique carrousel, l’imprimante effectue quatre passages pour imprimer un document (un par couleur primaire et un pour le noir, ce qui fait que l’impression est en théorie quatre fois moins rapide en couleur qu’en noir) ;
- tandem : une imprimante laser exploitant la technique « tandem » dépose chaque couleur en un seul passage, les toners étant disposés parallèlement. Les sorties sont aussi rapides en noir qu’en couleur. Cette technique a toutefois un prix de revient plus élevé, la mécanique étant plus complexe. Elle était donc, jusqu’à il y a peu, réservée en principe aux imprimantes laser couleur de milieu ou de haut de gamme. Depuis 2005, de plus en plus de marques proposent des modèles « tandem » dès l’entrée de gamme.

Sous la pression du gouvernement américain, la grande majorité des modèles impriment systématiquement leur numéro de série sous forme de points colorés invisibles à l’œil nu et permettant ainsi de retrouver l’origine d’une reproduction et d’éviter les contrefaçons.

#### Imprimante à DEL
D’une technique similaire aux imprimantes laser, les imprimantes à DEL (diodes électroluminescente ou LED en anglais), utilisaient une barrette de DEL pour insoler le tambour photo-sensible. Comparativement aux imprimantes laser, le coût de mise en œuvre était plus faible, a contrario, la finesse ne dépassait pas les 300 points par pouce (ppp) ce qui, à terme, a fait que cette technique a été abandonnée par la plupart des marques.

### Autres catégories d'imprimante

#### Imprimante en réseau

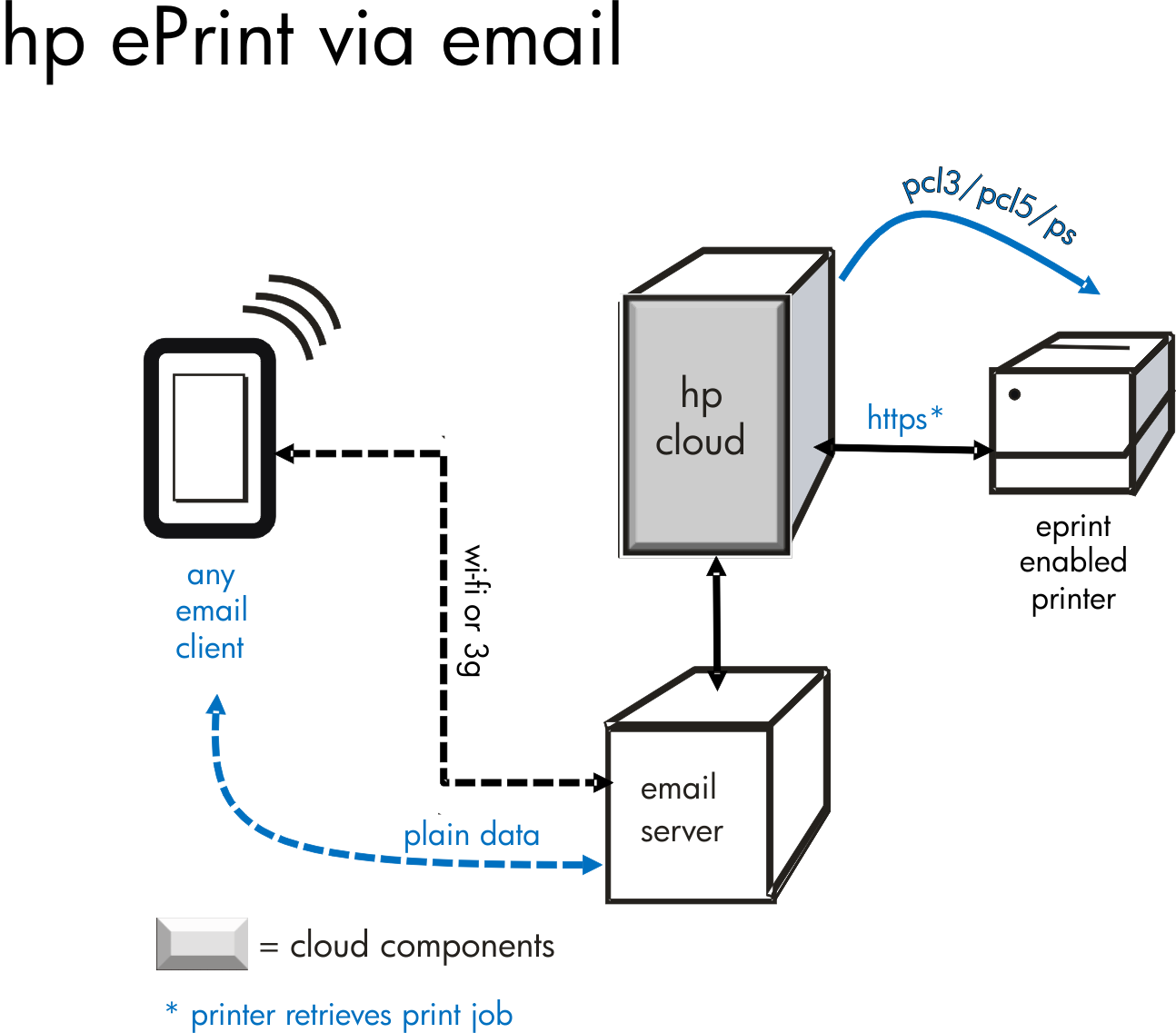
Principe d'impression en réseau.

Une imprimante en réseau est une imprimante accessible à travers un réseau informatique sur lequel est connecté un client d'impression.

#### Imprimante virtuelle
Pour baisser les coûts d'impression ou tester la fonction d'impression d'un logiciel, il est possible d'utiliser des imprimantes virtuelles telles que PDFCreator. Dans ce cas, au lieu d'imprimer sur un support physique (par exemple, le papier), l'impression est dirigée sur un support virtuel (par exemple, un fichier PDF).

#### Imprimante 3D
Ces dernières années ont vu la démocratisation de l'Impression 3D qui permet de passer d'une modélisation virtuelle en 3D à un objet réel construit par superposition de couches de matières. Bien que le résultat d'impression ajoute une dimension supplémentaire, les techniques restent globalement similaires.

## Langage d'impression
Chaque fabricant d'imprimante utilise un langage pour permettre à l’ordinateur de communiquer avec celle-ci. Les imprimantes à aiguilles ont longtemps utilisé un langage codant en réalité une succession de pixels binaires sur une matrice rectangulaire 8 × 8 ou 8 × 16.
Au cours des années 1970, la société Hewlett-Packard a mis au point un langage interprété structuré en commandes, le Hewlett-Packard Graphics Language, ou HP-GL. Avec ce langage, un fichier dessin était pour la première fois un fichier formaté, qu’un utilisateur averti pouvait modifier avec un éditeur, sans passer par un programme de dessin ou un langage graphique avec un pilote spécifique. Ce langage était encore utilisé pour les imprimantes laser de ce fabricant à la fin des années 1980.
Au milieu des années 1980, IBM a également spécifié son langage de mise en forme de document : le langage AFP permet un excellent rendement en matière de vitesse d'impression, il est majoritairement utilisé dans un contexte où le nombre de pages à imprimer est important.
À partir de 1989, ce langage fut rapidement amélioré, compte tenu de l’émergence et bientôt de la quasi-suprématie, de PostScript : cette amélioration déboucha sur HP-GL II. Ce dernier langage comportait la possibilité, comme son rival d’Adobe Systems, de créer des sous-programmes, et intégrait l’algorithme du peintre pour la détermination des surfaces cachées, mais il était bridé en termes d’évolution car trop lié à un fabricant. En particulier, il n’intégrait que les polices disponibles sur les imprimantes Hewlett-Packard. Pour rompre avec cette limitation Hewlett-Packard a créé le langage PCL-5.
Le langage PostScript de la société Adobe (1987) s’était trouvé d’emblée adapté aux possibilités des imprimantes laser, et, quoique langage propriétaire il s’imposa comme un standard du marché de l'impression.
Postscript, PCL et AFP sont aujourd’hui les trois langages standard de l'industrie.